# La Constitución, Michoacán de Ocampo
La Constitución är en ort i Mexiko.   Den ligger i kommunen Coeneo och delstaten Michoacán de Ocampo, i den södra delen av landet, 270 km väster om huvudstaden Mexico City. La Constitución ligger 2 057 meter över havet och antalet invånare är 301.
Terrängen runt La Constitución är kuperad. Runt La Constitución är det ganska tätbefolkat, med 104 invånare per kvadratkilometer. Närmaste större samhälle är Zacapú, 16,5 km nordväst om La Constitución. I omgivningarna runt La Constitución växer huvudsakligen savannskog.